# 춘추관
춘추관(春秋館)은 고려시대와 조선시대의 관청이다. 지금의 국가기록원, 국사편찬위원회
등과 비슷한 역할을 수행하였다.

## 고려
고려 때의 관청으로, 시정(詩政)의 기록을 맡아 보았다. 국초에는 사관(史館)이라 불렀다. 
관원으로는 감수국사(監修國史 : 시중 겸임), 수국사(修國史)와 동수국사(同修國史)는 2품 이상이 겸임하고, 수찬관은 한림원(瀚林院)의 3품 이하가 겸임하였다. 직사관(直史館 : 후에 직관(直館)이라고 고침) 4인 중 2인은 임시직이었다. 
1308년(충렬왕 34)에 문한서(文翰署)에 병합하여 예문춘추관(藝文春秋館)이라 고쳤고, 1325년(충숙왕 12)에 예문관과 춘추관으로 갈라서 독립되고 수찬(修撰)·주부(注簿)를 각 1인, 검열(檢閱) 2인을 두었다가 뒤에 공봉(供奉 : 정7품)·수찬(修撰 : 정8품)·검열(검열 : 정9품)로 고쳤다. 또 영관사(領館事)· 감관사(監館事)는 수상(首相)이, 지관사(知館事)·동지관사(同知館事)는 2품 이상이 극수찬관(克修撰官)·극편수관(克編修官)·겸편수관(兼編修官)은 3품 이하로 하였다. 
1356년(공민왕 5) 다시 사관이라고 고쳤고 편수관(정7품) 1인, 검열(檢閱 : 정8품) 1인, 직간(直館 : 정9품) 2인을 두었고, 1362년(공민왕 11)에 또 춘추관으로 하고 공봉·수찬·검열로 1389년(공양왕 1)에 예문관을 합쳐서 예문춘추관으로 고쳤다. 이속(吏屬)으로는 서예(書藝) 4인, 기관(記官) 1인이 있었다.

## 조선
조선시대에 논의(論議)·교명(敎命)·국사(國史) 등의 일을 맡아 보았던 관청이다. 
1392년(태조 1)에 고려의 제도를 본받아 예문춘관으로 개칭하였다. 
관원으로는 감관사(監館沙 : 시중 이상 겸임)  1인, 대학사(정2품) 2인, 지관사(知館事 : 자헌(資憲) 이상 겸임) 2인, 학사(學士 : 종2품) 2인, 동지관사(同知館事 : 가선(嘉善) 이상 겸임) 2인, 편수관(4품 이상) 2인, 겸편수관(兼編修官 : 4품 이상) 2인, 응교(應敎 : 겸5품) 1인, 공봉관(供奉官 : 정7품) 2인, 수찬관(정8품) 2인, 직관(정9품) 4인, 서리(胥吏 : 8품 거관(去官)) 4인이 있었다.
1401년(태종 1)에 이를 각각 분리·독립하여 2관으로 하고 학사 1인, 학사 1인을 감하고, 녹관(祿官)을 예문관에 두고 춘추관을 겸임케 하였고, 감관사를 영사(領史 : 영의정 겸임), 대학사를 대제학을 두고, 대학사를 제학(提學), 또 직제학을 두고, 공봉을 봉공(奉供), 수찬을 대교(待敎), 직관을 검열(檢閱)로 고치고, 봉교(奉敎) 이하는 모두 춘추관의 기사관(記事官)을 겸하였다. 
《경국대전》에서는 영사(領事 : 영의정 겸임) 1인, 감사(監事 : 좌·우의정 겸임) 2인, 지사(知事 : 정2품)·동지사(同知事 : 종2품)·기사관(記事官 : 정6품~종4품)·기주관(記注官 : 정5품)·기사관(記事官 : 정6품~정9품)으로 고쳐서 1894년(고종 31)까지 내려오다 폐하였다.

## 같이 보기
- 고려의 중앙 관제

## 참고 문헌
- 이 문서에는 다음커뮤니케이션(현 카카오)에서 GFDL 또는 CC-SA 라이선스로 배포한 글로벌 세계대백과사전의 내용을 기초로 작성된 글이 포함되어 있습니다.